# Zernez
Zernez (Italiaans (verouderd): Cernezzo) is een Zwitserse gemeente boven in het Unterengadin (Engiadina Bassa) in het kanton Graubünden (Grischun) en omvat sinds 2015 de dorpen Zernez, Brail , Lavin en Susch.
Het dorp Zernez ligt aan de Inn (En) op een hoogte van 1473 meter, bij de monding van de Spöl. Via het Val dal Spöl loopt vanuit Zernez een weg die over de Ofenpas (Pass dal Fuorn, 2149 meter) naar het Münsterdal (Val Mustair) voert. Het dorp heeft een station aan de Rhätische Bahn en is door zijn centrale ligging een populaire uitvalsbasis voor toeristen.
In Zernez bevindt zich het bezoekerscentrum van het Zwitsers Nationaal Park.

## Bezienswaardigheden
- Gereformeerde kerk van Zernez
- Kapel

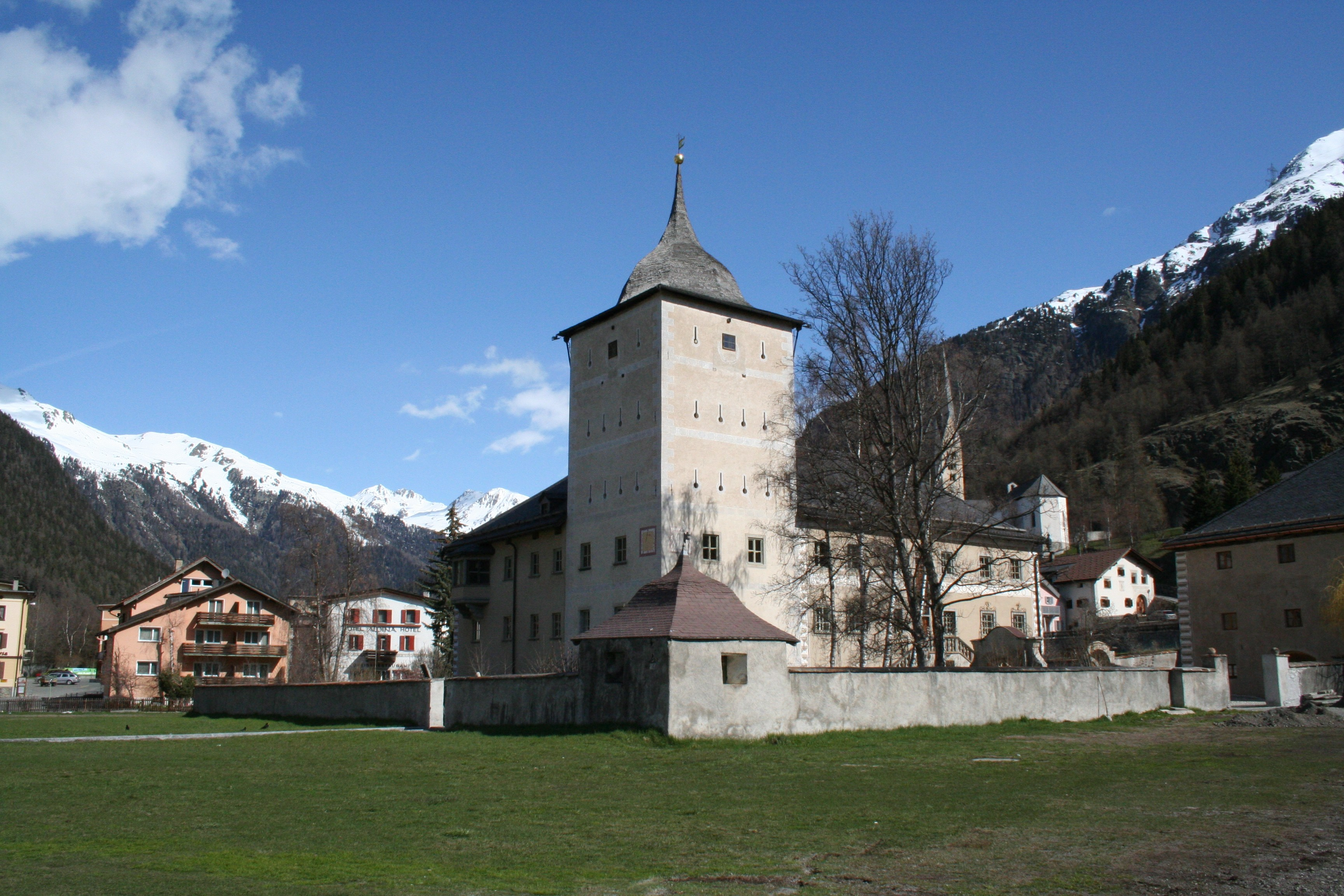
Schloss Wildenberg
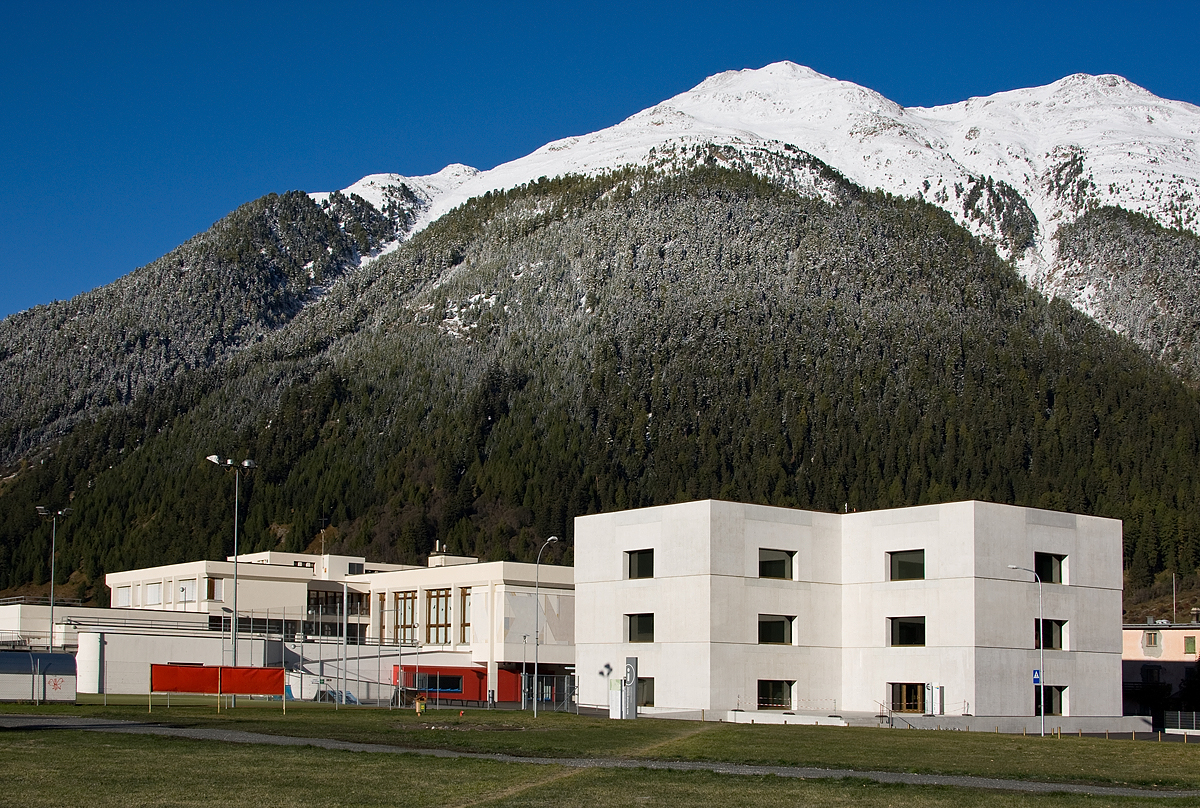
Nationalparkhaus
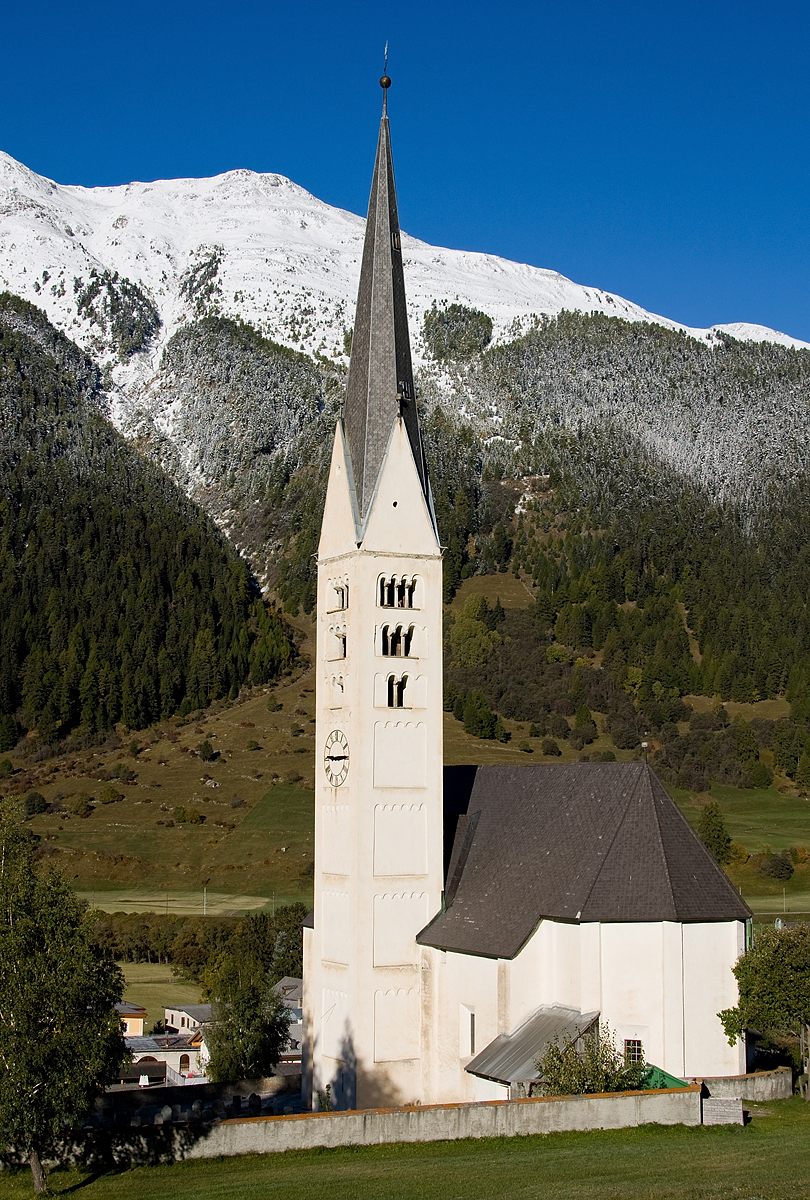
kerk Zernez

- Schloss Wildenberg
- Nationalparkhaus
- kerk Zernez

## Geboren
- Ursina Haller (1985), snowboardster